# Foobar
Foobar или foo — метапеременная, а также текст-заполнитель, используемый в программировании или в документациях, связанных с программированием. Этот термин используется для наименования переменных, функций или команд, точная идентичность которых не важна и служит только для демонстрации концепции.

## Примеры в коде
В этом примере Hello World на языке C, foo и bar использованы для иллюстрации конкатенации строк:
```
 
#include
 
<stdio.h>

 

 
int
 
main
()
 
{

    
const
 
char
 
*
foo
 
=
 
"Hello"
;

    
const
 
char
 
*
bar
 
=
 
"World!"
;

    
fprintf
(
stdout
,
 
"%s %s
\n
"
,
 
foo
,
 
bar
);

 

    
return
 
0
;

 
}

```

## Примеры в языке
- Медиапроигрыватель foobar2000.
- Google использует утилиту под названием foo.bar для поиска новых сотрудников.[1]